# Saint-Laurent-de-la-Barrière
Saint-Laurent-de-la-Barrière là một xã trong tỉnh Charente-Maritime trong vùng Nouvelle-Aquitaine, tây nam nước Pháp. Xã Saint-Laurent-de-la-Barrière nằm ở khu vực có độ cao trung bình 22 mét trên mực nước biển.

## Dân số
| Năm  | Dân số | Mật độ |
| ---- | ------ | ------ |
| 1962 | 80     | -      |
| 1968 | 95     | -      |
| 1975 | 90     | -      |
| 1982 | 83     | -      |
| 1990 | 70     | -      |
| 1999 | 73     | 8/km²  |